# Mistral (ULM)

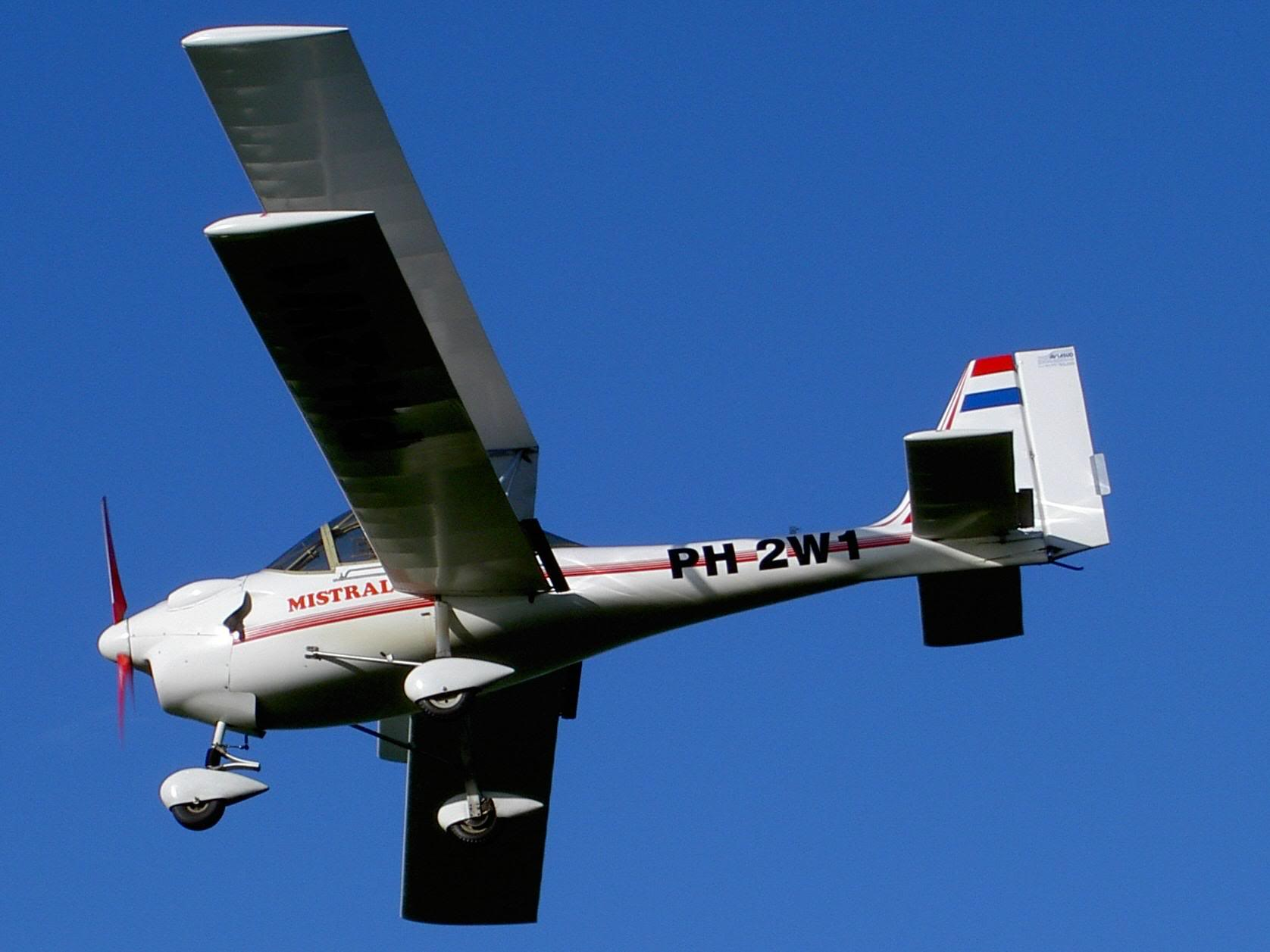
Le Mistral.

Le Mistral (AE-206) est un ULM trois-axes développé à partir de 1985 par Aviasud, constructeur alors installé à Fréjus (France), dans la zone industrielle de La Palud. Il a été conçu par deux ingénieurs belges, François Goethals et Bernard d'Otreppe. 
Le Mistral est un biplan (les ailes pointent en avant) doté d'un train d'atterrissage de type « tricycle » et d'un moteur Rotax 532 ; c'est un biplace. Le premier exemplaire a été livré en avril 1986 ; il y aurait eu deux cents appareils construits jusqu'en 2004, quand Aviasud a dû cesser ses activités. La firme belge Aériane (en) continue d'assurer la maintenance des Mistral ; elle poursuit par ailleurs la construction d'un autre ULM d'Aviasud : le Sirocco.
C'est sur un ULM de ce type que Nicolas Hulot a rejoint le Pôle Nord, le 4 mai 1987, accompagné d'un autre ULM, l'Explorer (un Avid Flyer modifié), piloté par Hubert de Chevigny.

## Caractéristiques
Aviasud Mistral
Longueur (m): 5,66
Envergure (m): 9,40
Surface alaire (m2): 16,39
Masse à vide (kg): 161 à 210 en fonction des équipements/Moteurs
MTOW (kg): 350 à 390 (375 à 415 avec parachute).
Performances:
Moteur Bombardier Rotax 462 de 50 CV ou Rotax 532 de 58 CV ou Rotax 582 de 65 CV
VNE (km/h): 165
Vitesse maxi (km/h): 150
Vitesse de croisière (km/h): entre 90 et 130 (Vitesse économique 9 L/h ou Vitesse Normale 13 L/H)
Vitesse de décrochage (km/h): 62 pour une MTOW de 390 Kg